# Emberiza jankowskii
El escribano de Jankowski (Emberiza jankowskii) es una especie de ave paseriforme de la familia Emberizidae propia del norte de Asia oriental. 

## Descripción
Mide unos 16 cm de largo. Posee unas marcas distintivas en la cabeza, rayas negras en la parte de atrás. La zona de los oídos es de color gris, el ave tiene rayas blancas en las alas y el centro del pecho también es blanco. Los machos tienen un parche ovalado de color castaño oscuro en el vientre. Fuera de la temporada de reproducción esta mancha es de un tono más claro.

## Distribución y hábitat
Su hábitat son pastizales y matorrales templados de China, Rusia y Norcorea. Está en peligro por pérdida de hábitat.